# Giovanna de Toni
Giovanna de Toni é uma atriz Ítalo-brasileira. Tem trabalhos realizados na Europa e no Brasil nas areas de cinema, teatro e televisão.

## Filmografia

### Televisão
| Ano  | Título               | Papel          | Emissora      |
| ---- | -------------------- | -------------- | ------------- |
| 2014 | Amor à Vida          | Ingrid         | Rede Globo    |
| 2012 | Salve Jorge          |                | Rede Globo    |
| 2011 | Fina Estampa         |                | Rede Globo    |
| 2010 | Passione             |                | Rede Globo    |
| 2009 | Poder Paralelo       | Repórter       | RecordTV      |
| 2008 | Minha Nada Mole Vida | Fabiana Guerra | Rede Globo    |
| 2006 | Bicho do Mato        | Carmem         | RecordTV      |
| 2004 | Da Cor do Pecado     | Odete          | Rede Globo    |
| 2003 | Mulheres Apaixonadas | Telma          | Rede Globo    |
| 2000 | Laços de Família     | Eloíse         | Rede Globo    |
| 1998 | Brida                | Vica           | Rede Manchete |

### Cinema
| Ano  | Título                   | Papel      |
| ---- | ------------------------ | ---------- |
| 2011 | Cilada.com               | Advogada   |
| 2008 | Natale a Rio - Impiegata | Indefinido |
| 1998 | IL Conto di Monte Cristo | Indefinido |

## No teatro

### Brasil - 1988/1993
- Bonitinha mas Ordinária, de Nelson Rodrigues, direção de Paulo Fabiano
- Pequenos Burgueses, de Gorki, direção de Samir Alencar
- Rei Lear, de William Shakespeare, direção de Edson Santana
- Armagedon Libertada, das obras de Clarice Linspector, direção de Paulo Chiavegatti
- Corpo de Baile II, de Guimarães Rosa, direção de Ulysses Cruz
- Típico Romântico, de Otávio Frias Filho, direção de Maurício Paroni de Castro
- O Diário de Eva, de Dário Fo e Franca Rame, direção de Sérgio Ferrara
- La Pasta, de Giovanna De Toni
- Ham-Let, de William Shakespeare, direção de José Celso Martinez Corrêa

### Itália - 1994/1998
- L’Arialda, de Giovanni Testori, direção de Giuseppe Bertolucci
- L’Eneide, de Virgílio, direção de Armando Punzo
- Gli Intellettuali, de Molière, direção de Giampiero Solari
- Lui, de Elena Cerasetti, direção de Giampiero Solari
- L’Eneide II, de Virgílio, direção de Armando Punzo
- Romeo e Giulietta, de William Shakespeare, direção de Serena Sinigallia
- Pantagruele, Panurgo e la Canga, de François Rebelais, direção de Maurício Paroni de Castro
- Mérica, de Valter Longo, direção de Maurício Paroni de Castro
- Terrore e Miséria del Terzo Reich, de Bertolt Brecht, direção de Gigi Dall’Aglio
- La Rosa Tatuata, de Tennessee Williams, direção de Gabriele Vacis
- Chiamatemi Ismaele, de Hermann Melville, direção de Alfonso Postiglione
- L’Asino D’Oro, de Lucius Apuleio, direção de Maurício Paroni de Castro
- Armagedon, de Filippo Betto, direção de Antonio Sixty
- Airport, de David Greig, direção de Graham Eatough

### Brasil - 1999/2006
- Restos Humanos Não Identificados e a Verdadeira Natureza do Amor, de Brad Fraser, direção de Maurício Paroni de Castro
- Solos Secos, direção de Gerald Thomas
- Depois da Chuva, de Sergi Bebel, direção de Thierry Trémouroux
- Ludwig e as Irmãs, de Thomas Bernhard, direção de Maurício Paroni de Castro
- A Pecadora Queimada e os Anjos Harmoniosos, direção de José Antonio Garcia e Juliana Carneiro da Cunha